# Eriopyga pyropis
Eriopyga pyropis là một loài bướm đêm trong họ Noctuidae.